# اكيتو ميورا
اكيتو ميورا (باليابانية: 三浦 旭人) (11 أغسطس 1987 في أوساكا في اليابان – )؛ هو لاعب كرة قدم ياباني سابق كان يلعب كلاعب وسط.

## وصلات خارجية
- اكيتو ميورا على موقع رابطة كرة القدم اليابانية للمحترفين (اليابانية)
- اكيتو ميورا على موقع قاعدة بيانات كرة القدم.إي يو (الإنجليزية)
- اكيتو ميورا على موقع Soccerway.com (الإنجليزية)